# Tárbena
Tárbena è un comune spagnolo situato nella comunità autonoma Valenciana.